# Железниця (Гросуплє)
Железниця (словен. Železnica) — поселення в общині Гросуплє, Осреднєсловенський регіон, Словенія. Висота над рівнем моря: 508,3 м.